# Yakov Zhilinsky
Yakov Grigoryevich Zhilinsky (en ruso: Я́ков Григо́рьевич Жили́нский; 27 de marzo de 1853 - 1918) fue un general de caballería ruso de ascendencia polaca, jefe de estado mayor del Ejército Imperial Ruso entre el 2 de febrero de 1911 y el 4 de marzo de 1914. Fue considerado uno de los principales culpables del fracaso de la Campaña de Prusia Oriental en las primeras etapas de la Primera Guerra Mundial.

## Biografía
Zhilinsky nació el 15 de marzo de 1853 en Mijáilov en la Gobernación de Riazán. Su familia pertenecía a la nobleza de la Gobernación de Smolensk, y él era hijo del Coronel Grigori I. Zhilinsky y Catalina Petrovna (nacida Muromtseva). Era de ascendencia polaca. En época temprana, asistió al Gymnasium Creiman en Moscú.
Se unió al servicio activo como cadete en el Regimiento Sumy de Húsares. En 1876, se graduó de la Escuela de Caballería Nikolaev en San Petersburgo y fue asignado al Regimiento de la Guardia Montada de la Guardia Imperial como corneta. Fue considerado uno de los mejores jinetes de la escuela y estuvo al cargo del entrenamiento del regimiento. 
En 1883, se graduó de la Academia Nikolaev del Estado Mayor en primera categoría. Por su excelente suceso, fue promovido a capitán. Después de servir como ayudante sénior del personal de la 1.ª División de Granaderos, sirvió a partir del 14 de febrero de 1894 en el Comité Científico Militar del Estado Mayor, una organización de inteligencia militar responsable del estudio de países extranjeros.
Durante la Guerra hispano-americana Zhilinsky fue observador militar con el Ejército español en Cuba. A su retorno, publicó un libro sobre la guerra, en el que analizaba las causas de la derrota española.
En 1899, Zhilinskiy sirvió como miembro de la delegación rusa en la Conferencia de Paz de La Haya. Fue designado comandante del Regimiento de Dragones n.º 52 a partir de agosto de 1899. En 1900, fue promovido al rango de mayor general y fue designado Intendente general.
En la guerra ruso-japonesa (1904-1905), Zhilinsky fue jefe de Estado Mayor del Virrey del Extremo Oriente, el Almirante Yevgeni Alexeyev, hasta que Alexeyev fue depuesto en octubre de 1904. Permaneció en la zona de combate para servir al Ministro de Guerra, Aleksey Kuropatkin, hasta el fin del conflicto. A partir del 27 de enero de 1906, fue comandante de la 14.ª División de Caballería en Polonia y a partir del  7 de julio de 1907 del 10.º Cuerpo de Ejército. Promovido a General de caballería el 18 de abril de 1910, Zhilinskiy fue designado comandante del Distrito Militar de Varsovia y Gobernador General de Varsovia en 1911.
Zhilinsky también sirvió entre el 22 de febrero de 1911 y el 4 de marzo de 1914 como jefe de Estado Mayor General del Ejército Imperial Ruso. A principios de la I Guerra Mundial, asumió el mando del Frente Noroeste. El Frente del Noroeste incluía al 1.º Ejército y el 2.º Ejército bajo el mando del General Paul von Rennenkampff y el General Alexander Samsonov. Después del fracaso de la invasión rusa de Prusia Oriental (1914) y de las pérdidas en la batalla de Tannenberg y en la primera batalla de los Lagos Masurianos, fue relevado del mando a pesar de los intentos de culpar a Rennenkampff por el fiasco. Zhilinsky fue enviado como representante militar a Francia entre 1915-1916 y fue rellamado a Rusia en el otoño de 1916. El 19 de septiembre de 1917, se le ordenó el retiro.
Después de la Revolución de Octubre, intentó huir de Rusia pero fue asesinado en el sur de Rusia en indeterminadas circunstancias.

## Honores
- Orden de San Estanislao, 3.º grado, 1880.
- Orden de Santa Ana, 3.º grado, 1888.
- Orden de San Estanislao, 2.º grado, 1894.
- Orden de Santa Ana, 2.º grado, 1896.
- Orden de San Vladimir, 4.º grado, 1899.
- Orden de San Vladimir, 3.º grado, 1902.
- Orden de San Estanislao, 1.º  grado con espadas, 1904.
- Orden de Santa Ana, 1.º grado con espadas, 1905.
- Orden de San Vladimir, 2.º grado, 1906.
- Orden del Águila Blanca, 1912.
- Orden de San Alejandro Nevski, 1913.